# Lampupok Raya
Lampupok Raya is een bestuurslaag in het regentschap Aceh Besar van de provincie Atjeh, Indonesië. Lampupok Raya telt 345 inwoners (volkstelling 2010).